# آرامگاه و قبرستان محمود علی
بقعه و قبرستان محمود علی مربوط به سده‌های میانه دوران‌های تاریخی پس از اسلام است و در شهرستان اندیمشک، بخش الوار گرمسیری، دهستان مازو، روستای محمودعلی( محل سکونت طایفه میرزاوند ) واقع شده و این اثر در تاریخ ۱۵ اسفند ۱۳۸۵ با شمارهٔ ثبت ۱۷۹۹۳ به‌عنوان یکی از آثار ملی ایران به ثبت رسیده است.